# Orlando Bianchini
Orlando Bianchini (* 4. Juni 1955 in Guidonia Montecelio) ist ein ehemaliger italienischer Leichtathlet, der im Hammerwurf erfolgreich war.

## Sportliche Karriere
Der 1,93 Meter große Orlando Bianchini startete für Fiamme Gialle, die Sportgruppe der Guardia di Finanza. Er wurde 1985 italienischer Meister im Hammerwurf. Seine Bestleistung von 77,94 Meter warf er am 27. Juni 1984 in Mailand.
Von 1975 bis 1987 trat er in 34 Wettkämpfen im Nationaltrikot an. 1978 bei den Europameisterschaften in Prag fehlten ihm mit 69,78 Meter als 13. der Qualifikation sieben Zentimeter zum Finaleinzug. Vier Jahre später bei den Europameisterschaften 1982 in Athen belegte Bianchini mit 70,06 Meter den 16. Platz in der Qualifikation. 1983 bei den Mittelmeerspielen in Casablanca siegte Giampaolo Urlando mit 69,84 Meter vor Bianchini mit 68,58 Meter. Damit sorgten die beiden in Casablanca für den einzigen italienischen Doppelsieg in der Leichtathletik. Bei den Olympischen Spielen 1984 in Los Angeles gingen mit Urlando, Bianchini und Lucio Serrani drei italienische Hammerwerfer an den Start. Urlando und Bianchini erreichten das Finale und dort wurde Bianchini mit 75,94 Meter Fünfter mit zwei Zentimetern Rückstand auf Urlando. Urlando wurde später wegen Doping aus der Wertung genommen und Bianchini rückte vor auf den vierten Platz.
Nach seiner Karriere arbeitete Bianchini als Osteopath.